# Van Jacobson
Van Jacobson (1950) é um cientista da computação dos Estados Unidos reconhecido por seus trabalhos para o protocolo TCP/IP. Foi laureado com o prêmio SIGCOMM por suas contribuições. É o criador da ferramenta de diagnóstico traceroute.